# 720°
720°, eller 720 grader, är ett skateboardspel från 1986 av Atari Games där spelaren kontrollerar en skateboardåkare runt ett medelklassområde. Genom att göra hopp och tricks kan spelaren slutligen skaffa tillräckligt med poäng för att tävla på en skatepark. Spelets namn kommer från det "ultimata" tricket, och vrider en hel 720 ° (två kompletta cirklar) i luften efter att ha hoppat av en ramp.